# Kheireddine Zarabi
Kheireddine Zarabi (Hussein Dey, 8 luglio 1984) è un ex calciatore algerino, di ruolo difensore.